# Bentley S3
Bentley S3 je automobil vyráběný firmou Bentley.
Jako bezpochyby nejkrásnější poválečný Bentley byl S3 prvým čtyřdveřovým Continentalem. Rolls-Royce nechtěl zprvu svolit tomu, aby karosář H. J. Mulliner použil názvu Continental, trvaje na tom, že by se tak měly nazývat pouze dvoudveřové vozy. Po měsících nátlaku se Rolls-Royce dal obměkčit a svolil, aby byl tento automobil se špičkovou karosérií pojmenován jako dřívější Continental. S3 se na trhu objevil v roce 1957, využíval standardního podvozku S1. V roce 1959 převzal od Rolls-Royce motor o výkonu 220 koní V8 z lehké slitiny, v červenci 1962 se na předku karosérie objevily zdvojené svítilny a byl vytvořen S3 Flying Spur, který mnozí pokládají za nejlepší výplod celé řady. Je čilý, obratný, elegantní, dnes velice vzácný a ve své době patřil mezi nejobdivovanější a nejdokonalejší automobily světa.

## Produkce
- Bentley S3: 1286 (1 drophead coupé H. J. Mulliner & Co.)
- Bentley S3 long wheelbase: 32 (7 James Young)
- Bentley S3 Continental: 311 (291 H.J. Mulliner, 20 James Young)

## Fotografování

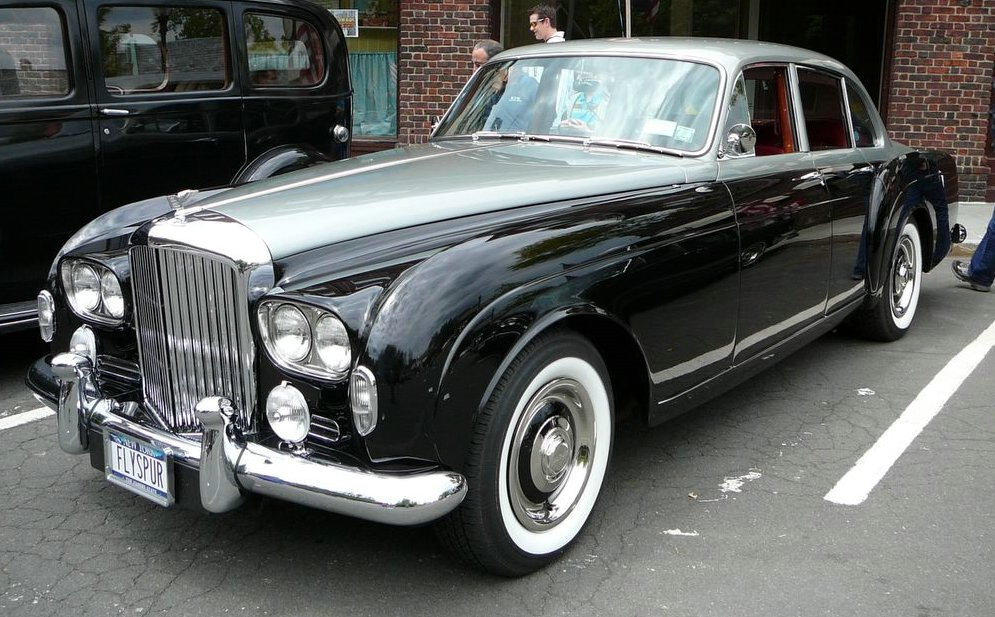
Bentley S3 Continental Flying Spur by Mulliner-Park Ward
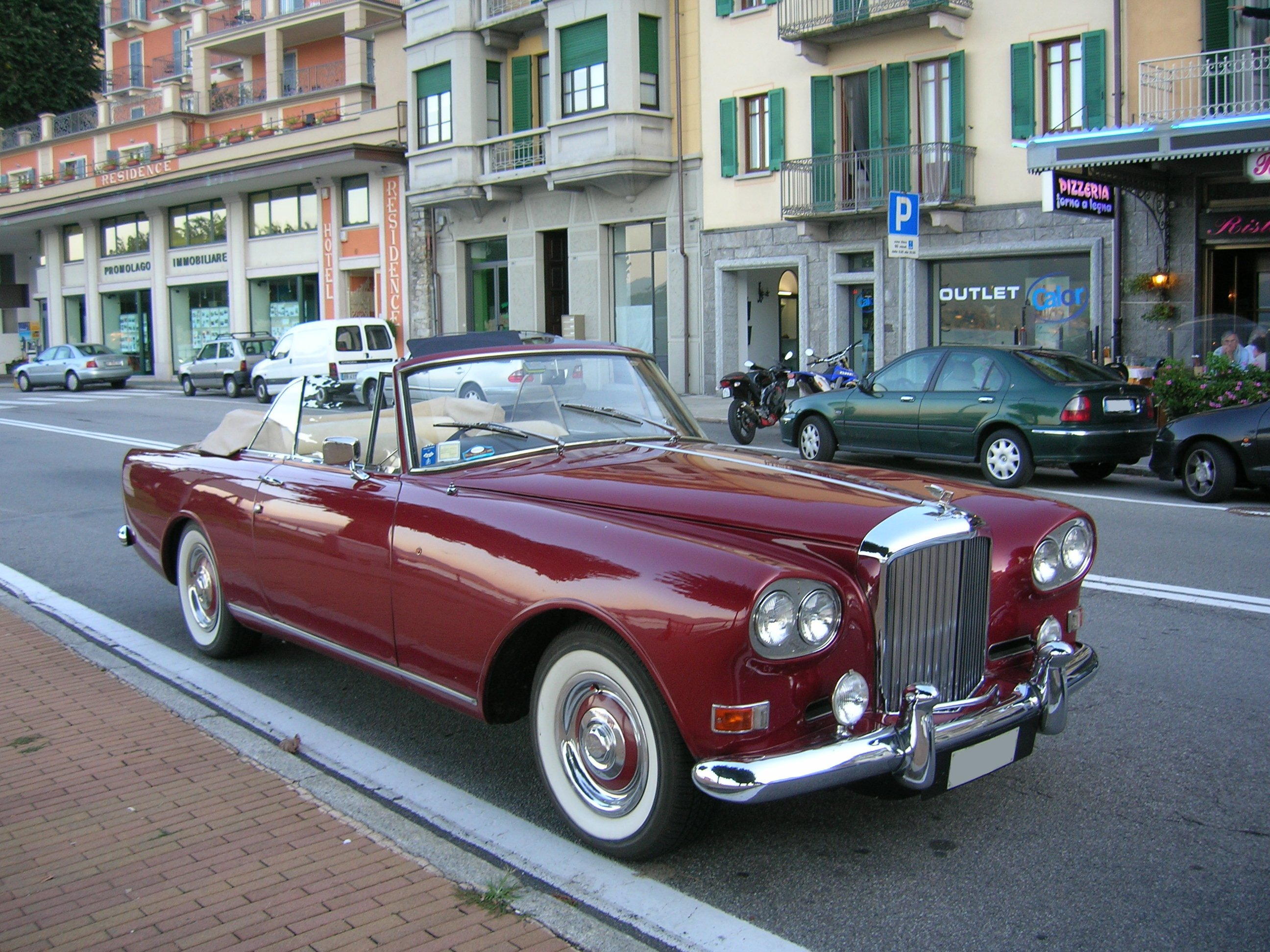
Bentley Continental drophead coupé by James Young